# Hugh Hudson
Hugh Hudson (født 25. august 1936 i London, England, død 10. februar 2023) var en britisk filminstruktør.
Han fik stor biografsucces med debutfilmen Chariots of Fire (Viljen til sejr, 1981) som var med til at skabe ny interesse for britisk film i 1980'erne. Efter Greystoke: The Legend of Tarzan, Lord of the Apes (Greystoke: Legenden om Tarzan, Abernes herre, 1984) lavede han den dyre fiasko Revolution (Vi vandt Amerika, 1985).